# Jeremy Kagan
Jeremy Kagan est un réalisateur américain né le 14 décembre 1945.

## Filmographie
- 1972 : Columbo - Le grain de sable (Columbo: The Most Crucial Game) (TV)
- 1974 : Unwed Father (TV)
- 1974 : Meurtres au monastère (TV)
- 1975 : Katherine (TV)
- 1977 : Scott Joplin
- 1977 : Héros (Heroes)
- 1978 : The Big Fix
- 1981 : L'Élu (The Chosen)
- 1983 : L'Arnaque 2 (The Sting II)
- 1985 : Natty Gann (The Journey of Natty Gann)
- 1986 : Seule contre la drogue (Courage) (TV)
- 1987 : Conspiracy: The Trial of the Chicago 8 (TV)
- 1989 : Big Man on Campus
- 1990 : Descending Angel (TV)
- 1991 : Par l'épée (By the Sword)
- 1994 : Roswell, le mystère (TV)
- 1997 : Color of Justice (TV)
- 1997 : Cœur à louer (The Hired Heart) (TV)
- 2001 : La Ballade de Lucy Whipple (The Ballad of Lucy Whipple) (TV)
- 2002 : Bobbie's Girl (TV)
- 2004 : Crown Heights (TV)
- 2007 : Golda's Balcony